# Pristimantis adiastolus
Espèce
Statut de conservation UICN

 LC  : Préoccupation mineure
Pristimantis adiastolus est une espèce d'amphibiens de la famille des Craugastoridae.

## Répartition
Cette espèce est endémique de la région de Pasco au Pérou. Elle se rencontre à environ 1 200 m d'altitude sur le versant Est de la cordillère Yanachaga.

## Description
Le mâle holotype mesure 28,0 mm.

## Publication originale
- Duellman & Hedges, 2007 : Three new species of Pristimantis (Lissamphibia, Anura) from montane forests of the Cordillera Yanachaga in central Peru. Phyllomedusa, vol. 6, no 2, p. 119-135 (texte intégral).